# Karbonkel (geneeskunde)
Een karbonkel, negenoog of koolzweer is het voorkomen van een aantal steenpuisten die naast elkaar in hetzelfde gebied bestaan, soms onderling vervloeiend. Hierbij is naast systemische antibiotica ook soms chirurgisch ingrijpen aangewezen.
Een negenoog die in de nek achter het oor voorkomt, wat vaak de plaats ervan is, kan dodelijk zijn indien deze niet wordt behandeld. Dit komt doordat de infectiehaard via de bloedsomloop naar de hersenen kan uitzaaien. Grondig desinfecteren is van groot belang.